# IEEE 802.11e
802.11e – specyfikacja nad którą od 2001 roku pracuje Grupa Zadaniowa E projektu 802.11 międzynarodowej organizacji IEEE. Zatwierdzona w 2005 stała się standardem. Opisuje mechanizm przypisywania różnych priorytetów strumieniom danych przesyłanych przez sieć WLAN (zastosowanie QoS w sieciach bezprzewodowych). Poprzez zdefiniowane cztery klasy ruchu: głosowe, wideo, uprzywilejowane i przesyłane w tle (voice, video, best-effort oraz background), umożliwia dostosowanie jakości do specyficznych wymagań transmisji.
Umożliwia bezkompromisowe wykorzystanie sieci bezprzewodowej aplikacjom wrażliwym na opóźnienia i wymagającym odpowiedniej przepustowości.

## Podstawowe założenia
Sam mechanizm QoS to względnie stara technologia zaczerpnięta z sieci kablowych, dostępna na urządzeniach warstwy drugiej i trzeciej modelu ISO/OSI, jednak wdrożony do sieci bezprzewodowych musiał uporać się z trzema problemami:
Nośnik typu half-duplex. WLAN korzysta z współdzielonego nośnika typu half-duplex, podczas gdy w większości sieci przewodowych z QoS medium jest full-duplex. W rywalizacji o dostęp uczestniczą między sobą klienty jak i punkt dostępowy.
Nakładanie się kanałów BSS (ang. cochannel overlap), które ma miejsce, gdy dwie lub więcej sąsiadujących sieci BSS 802.11 korzysta z tego samego kanału prowadzące do wystąpienia zakłóceń i spadku wydajności.
Ukryte węzły – czyli węzły znajdujące się w zasięgu punktu dostępowego  AP, ale poza wzajemnym zasięgiem. Problem ten można rozwiązać poprzez komunikaty RTS/CTS (ang. request to send/clear to send). Jednak komunikaty te stosuje się w transmitowanych ramkach dopiero po zaistnieniu kolizji i odpowiednim odczekaniu. Wiąże się to z większymi opóźnieniami oraz zmniejszeniem wydajności.
W odpowiedzi na napotkane problemy przedstawione zostały dwa mechanizmy pozwalające uzyskać kontrolę jakości świadczonych usług:

## EDCF
Enhanced Distributed Coordination Function znana także jako HCF w trybie z rywalizacją.
Aby obsługa QoS była możliwa, należało wprowadzić mechanizm klasyfikowania ruchu, następnie sklasyfikowane dane należy oznaczyć odpowiednimi wartościami QoS, by później można je było na tej podstawie rozróżnić i przywilejować. Sklasyfikowane i umieszczone w odpowiedniej kolejce dane enkapsulowane są w ramki. Aby możliwe było nadawanie priorytetów ramkom wśród urządzeń klienckich, które nie komunikują się ze sobą bezpośrednio EDCF wprowadza następujące pojęcia:

### TXOP
możliwość transmisji (ang. transmission opportunity) – parametr określający okres w którym stacja może nadawać bez potrzeby rywalizacji o medium.
W przeciwieństwie do podstawowej metody dostępu do nośnika DCF, w której każda ramka i towarzyszące jej potwierdzenie rywalizują o nośnik, poprzez zastosowanie TXOP w EDCF możliwe jest wysłanie wielu ramek i potwierdzeń bez potrzeby rywalizacji (o ile mieszczą się one w okresie TXOP).

### AIFS
odstęp międzyramkowy (ang. arbitration interframe space) o rozmiarze zależnym od kategorii dostępu. Im wyższy priorytet ma stacja, tym jej AIFS jest krótszy. Im krótszy AIFS, tym większe szanse na uzyskanie pierwszeństwa do medium.

### CW
okno rywalizacji (ang. contention window). Parametr ustawiany na kartach sieciowych stacji. Wykorzystywany jest przez algorytm generowania losowych czasów odczekiwania (ang. random backoff) w trakcie trwania okna rywalizacji o kanał. W oknie tym – mając ramkę gotową do wysłania – stacja odczekuje losowy czas i po jego upłynięciu rozpoczyna transmisję ramki. Minimalna długość czekania to 0 szczelin czasowych. Maksymalna jest ruchomym pułapem z przedziału pomiędzy CWmin i CWmax. W EDCF różne klasy danych mogą mieć przypisane różne wartości CW, co pozwala na różnicowanie szans danych w dostępie do medium (przesłanie) zależnie od ich priorytetu.

### DAC
rozproszone sterowanie przyjmowaniem (ang. distributed admission control).
Ogólnie, zapewnianie tzw. QoS (ang. quality of service) oznacza ochronę ruchu danych generowanych przez aplikacje o wysokim priorytecie przed ruchem danych aplikacji o niższym priorytecie. Przepustowość kanału jest jednak ograniczona. Oznacza to, że jeśli aplikacja wrażliwa na opóźnienia wymaga rezerwacji odpowiedniej przepływności, to musi istnieć mechanizm czuwający nad spełnieniem tego wymagania. W tym celu stosuje się tzw. mechanizm sterowania przyjmowaniem. W punkcie dostępowym stale monitorowany jest stopień wykorzystania kanału radiowego przez każdą kategorię dostępową ruchu. Nieużywana frakcja zasobów transmisyjnych (zasobów często zwanych pasmem) – tzw. dostępny budżet (ang. available budget) jest rozgłaszana przez punkt dostępowy stacjom klienckim sieci BSS w odpowiednim elemencie informacyjnym parametru QoS. Gdy budżet jest niewystarczający dla nowego strumienia określonej kategorii, możliwość inicjowania strumieni tej kategorii jest blokowana w każdej stacji klienckiej, a ponadto stacje te zaprzestają zwiększania wartości parametru TXOP.

## HCF
Hybrid Coordination Function w trybie z odpytywaniem przy dostępie.

## Literatura
- "Bezprzewodowe sieci LAN 802.11" Pejman Roshan, Jonathan Leary – ISBN 83-01-14858-6;
- https://web.archive.org/web/20070114201801/http://www.mwnl.snu.ac.kr/~schoi/publication/Conferences/02-EW.pdf
- http://standards.ieee.org/reading/ieee/std/lanman/restricted/802.11e-2005.pdf;